# Rudi Ekkart
Rudolf Erik Otto (Rudi) Ekkart (Den Haag, 23 december 1947) is een Nederlands kunsthistoricus. Hij was van 1990 tot eind 2012 directeur van het Rijksbureau voor Kunsthistorische Documentatie in Den Haag en was hoogleraar aan het Kunsthistorisch Instituut van de Universiteit Utrecht. Bij het grote publiek is Ekkart bekend door zijn onderzoek naar de herkomst van in de Tweede Wereldoorlog geroofde kunstwerken. 

## Biografie
Ekkart studeerde kunstgeschiedenis in Leiden. Na zijn studie was hij van 1973-1978 werkzaam bij het Academisch Historisch Museum (Leiden) en van 1978-1986 bij het Rijksmuseum Meermanno-Westreenianum / Museum van het Boek in Den Haag. In 1987 werd hij benoemd tot adjunct-directeur en in 1990 tot directeur van het Rijksbureau voor Kunsthistorische Documentatie, ook in Den Haag. Daarnaast vervulde hij tal van bestuursfuncties bij culturele organisaties als de Vereniging Rembrandt, de Mondriaan Stichting en het Letterkundig Museum. In 1997 promoveerde Ekkart aan de Universiteit van Amsterdam op het proefschrift Portrettisten en portretten: studies over portretkunst in Holland, 1575-1650; hij geldt internationaal als een expert op het gebied van de Nederlandse portretkunst.
In 2001 werd hij benoemd tot officier in de Orde van Oranje-Nassau “voor zijn verdiensten op cultuurhistorisch terrein”.
Sinds 2004 is hij buitengewoon hoogleraar 'Methodologische aspecten van de kunsthistorische documentatie' aan de Universiteit Utrecht.

## Geroofde kunst
Sinds 1997 heeft hij als voorzitter van de 'Commissie-Ekkart' leiding gegeven aan het onderzoek naar in de Tweede Wereldoorlog geroofde kunstwerken. Van zijn hand verschenen ook diverse  publicaties over de Nederlandse kunstgeschiedenis, in het bijzonder over de portretkunst.

## Afscheid
Ekkart nam per 1 november 2012 afscheid als directeur van het RKD. Ter gelegenheid daarvan werd de tentoonstelling Portret in portret georganiseerd in het Dordrechts Museum. Ook verscheen een speciaal nummer van het RKD Bulletin als liber amicorum.

## Publicaties (selectie)
- Rudi Ekkart & Eelke Muller: Roof en restitutie. De uittocht en gedeeltelijke terugkeer van Nederlands kunstbezit tijdens en na de Tweede Wereldoorlog. Deventer, Ter Borch Stichting, 2017. ISBN 978-90-826752-0-7
- Beelden van de Raad. De portretgalerij. 's-Gravenhage, Raad van State, 2015. Geen ISBN
- Rudi Ekkart & Helen Schretlen: Museale verwervingen vanaf 1933. Herkomstonderzoek naar museale collecties in verband met roof, confiscatie of gedwongen verkoop in de periode 1933-1945 = investigation into the provenance of museum collections in connection with the theft, confiscation and sale of objects under duress between 1933 and 1945. Amsterdam, Museumvereniging, 2014. Geen ISBN.
- Deaf, dumb & brilliant.Johannes Thopas. Master draughtsman. London, Paul Holbertson Publishing, 2014. ISBN 978-1-907372-67-4
- Johannes Verspronck and the Girl in blue. Amsterdam Rijksmuseum, 2009. ISBN 978-90-8689-053-8
- Hollanders in beeld. Portretten uit de Gouden Eeuw (met Quentin Buvelot en Marieke de Winkel. (Mauritshuis 2007) ISBN 9789040083334 = Dutch portraits. The age of Rembrandt and Frans Hals ISBN 9789040083341 = Holländer im Porträt: Meisterwerke von Rembrandt bis Frans Hals ISBN 9789040083945
- Carel Fabritius. Beyond the exhibition (Netherlands Institute for Art History, 2006).
- Herkomst gezocht. Eindrapportage Commissie Ekkart = Origins unknown. Final report Ekkart Committee. Uitgeverij Waanders, 2006. ISBN 9789040083488
- Tibout Regters 1710-1768. Schilder van portretten en converatiestukken. Primavera Pers, 2006. ISBN 9059970322
- Spinoza in beeld. Het onbekende gezicht = Spinoza in portrait. The unknown face (Vereniging Het Spinozahuis, 1999)
- Isaac Claesz. van Swanenburg, 1537-1614. Leids schilder en burgemeester. Zwolle, Waanders, 1998. ISBN 90-400-9282-6
- Portrettisten en portretten: studies over portretkunst in Holland, 1575-1650. (Proefschrift Universiteit van Amsterdam, 1997)
- The Pilgrim Fathers in Holland (Stichting Oude Hollandse Kerken, 1995).
- Nederlandse portretten uit de 17e eeuw. Eigen collectie = Dutch portraits from the seventeenth century. Own collection  (Museum Boymans-van Beuningen, 1995). ISBN 9069181401
- Een boekmuseum verzamelt. Aanwinsten 1987-1991 verworven tijdens het directoraat van dr. J. Offerhaus (Rijksmuseum Meermanno-Westreenianum/Museum van het Boek, 1992). ISBN 90-6011-795-6
- Knappe koppen. Vier eeuwen Nederlands professorenportret (Centraal Museum, 1991). ISBN 90-6011-763-8
- John Buckland Wright 1897-1954 boekillustrator. Een overzicht van het materiaal rond de boekillustraties van John Buckland Wright in het Museum van het Boek (Rijksmuseum Meermanno-Westreenianum, 1988).
- Vroege boekdrukkunst uit Italië. Italiaanse incunabelen uit het Rijksmuseum Meermanno-Westreenianum. (Staatsuitgeverij, 1987). ISBN 90-12-05596-2
- Catalogus van de schilderijen in het Rijksmuseum Meermanno-Westreenianum (1987). ISBN 90-12-05698-5
- De Rijmbijbel van Jacob van Maerlant. Een in 1332 voltooid handschrift uit het Rijksmuseum Meermanno-Westreenianum. (Staatsuitgeverij, 1985). ISBN 90-12-04866-4
- Kurt Löb. Boekkunstenaar = Kurt Löb. Buchkünstler. Uitgeverij Loeb, 1984. ISBN 90-70884-05-4
- De  Pieterskerk als toneel van universitaire gebeurtenissen in:  Graven in de Pieterskerk (Stichting Vrienden van de Pieterskerk Leiden, Leiden 1981)
- Verluchte handschriften uit eigen bezit, 1300-1550. Tentoonstelling 4 oktober 1979 tot en met 12 januari 1980 (Rijksmuseum Meermanno-Westreenianum/Museum van het Boek, 1979).
- Johannes Cornelisz. Verspronck. Leven en werken van een Haarlems portretschilder uit de 17de eeuw (Frans Halsmuseum, 1979).
- Frieslands Hogeschool en het Rijks Athenaeum te Franeker. Een korte beschrijving over de geschiedenis van de Franeker Academie (1585-1811) en het Athenaeum (1815-1843) (Wever, 1977).
- Franeker professorenportretten. Iconografie van de professoren aan de Academie en het Rijksathenaeum te Franeker, 1585-1843 (Wever, 1977). ISBN 90-6135-263-0
- Athenae Batavae. De Leidse Universiteit = the University of Leiden: 1575-1975 (Inleiding: R.E.O. Ekkart) (Universitaire Pers Leiden, 1975). ISBN 90-6021-222-3